# Hâsbaïya
Hâsbaïya (arabiska: حاصبيا) är en distriktshuvudort i Libanon.   Den ligger i guvernementet Nabatiye, i den södra delen av landet, 60 kilometer söder om huvudstaden Beirut. Hâsbaïya ligger 747 meter över havet och antalet invånare är 20 000.
Terrängen runt Hâsbaïya är kuperad åt nordväst, men åt sydost är den bergig. Runt Hâsbaïya är det ganska tätbefolkat, med 86 invånare per kvadratkilometer.. Närmaste större samhälle är Nabatîyé et Tahta, 18,8 kilometer väster om Hâsbaïya. 
Omgivningarna runt Hâsbaïya är i huvudsak ett öppet busklandskap.